# Leichtathletik-Weltmeisterschaften 2019/Weitsprung der Frauen

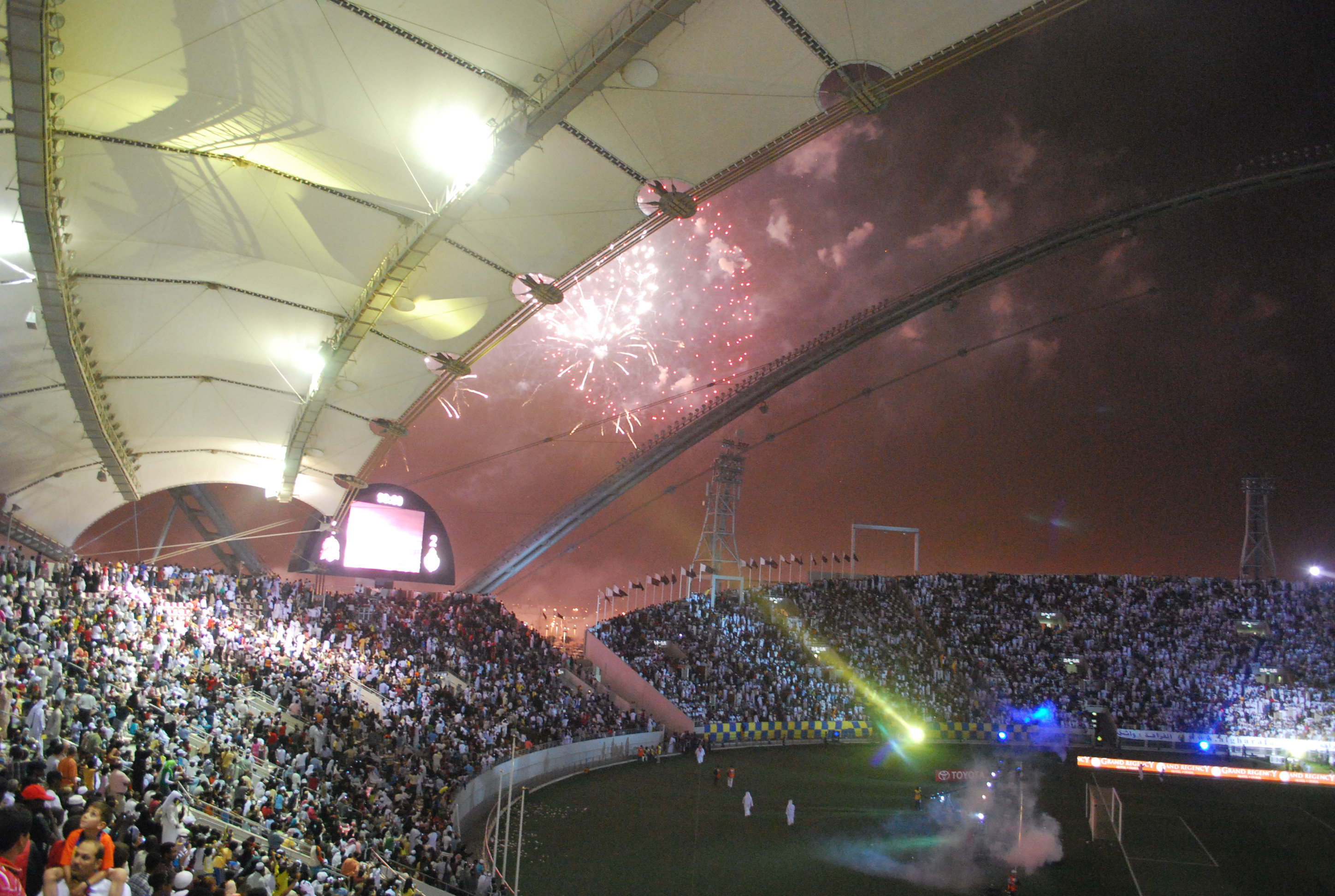
Das Khalifa International Stadium während des Emir Cups im Jahr 2009

Der Weitsprung der Frauen bei den Leichtathletik-Weltmeisterschaften 2019 fand am 5. und 6. Oktober 2019 im Khalifa International Stadium der katarischen Hauptstadt Doha statt.
31 Athletinnen aus 20 Ländern nahmen an dem Wettbewerb teil.
Weltmeisterin wurde die amtierende Europameisterin und EM-Dritte von 2016 Malaika Mihambo aus Deutschland mit der neuen Weltjahresbestleistung von 7,30 m. Rang zwei belegte die ukrainische Vizeeuropameisterin von 2018 Maryna Bech-Romantschuk mit 6,92 m. Bronze sicherte sich mit 6,91 m die dreifache Afrikameisterin (2014/2016/2018) Ese Brume aus Nigeria.

## Rekorde
Vor dem Wettbewerb galten folgende Rekorde:
| Weltrekord               | Galina Tschistjakowa | 7,52 m | Leningrad, Sowjetunion | 11. Juni 1988     |
| Weltmeisterschaftsrekord | Jackie Joyner-Kersee | 7,36 m | WM in Rom, Italien     | 4. September 1987 |

Der bereits seit 1987 bestehende WM-Rekord blieb auch bei diesen Weltmeisterschaften unerreicht.
Mit ihrer Siegesweite von 7,30 m stellte die deutsche Weltmeisterin Malaika Mihambo im Finale am 6. Oktober eine neue Weltjahresbestleistung auf.

## Windbedingungen
In den folgenden Ergebnisübersichten sind die Windbedingungen zu den einzelnen Sprüngen benannt. Der erlaubte Grenzwert liegt bei zwei Metern pro Sekunde. Bei stärkerer Windunterstützung wird die Weite für den Wettkampf gewertet, findet jedoch keinen Eingang in Rekord- und Bestenlisten.

## Legende
Kurze Übersicht zur Bedeutung der Symbolik – so üblicherweise auch in sonstigen Veröffentlichungen verwendet:
| – | verzichtet |
| x | ungültig   |

## Qualifikation
5. Oktober 2019, 17:50 Uhr Ortszeit (16:50 Uhr MESZ)
31 Teilnehmerinnen traten in zwei Gruppen zur Qualifikationsrunde an. Die Qualifikationsweite für den direkten Finaleinzug betrug 6,75 m. Drei Athletinnen übertrafen diese Marke (hellblau unterlegt). Das Finalfeld wurde mit den neun nächstplatzierten Sportlerinnen aufgefüllt (hellgrün unterlegt), um auf die vorgesehene Mindestanzahl von zwölf Springerinnen zu kommen. So reichten für die Finalteilnahme schließlich 6,53 m. Dabei waren die Unterschiede zwischen den gerade noch qualifizierten und ausgeschiedenen Wettbewerberinnen teilweise äußerst eng, die Weiten der ausgeschiedenen Athletinnen auf den nachfolgenden Plätzen wurden nur um jeweils einen Zentimeter von Rang zu Rang kürzer.

### Gruppe A
| Platz | Name                   | Nation                   | 1. Versuch (m) Wind (m/s) | 2. Versuch (m) Wind (m/s) | 3. Versuch (m) Wind (m/s) | Resultat (m) |
| 1     | Ese Brume              | Nigeria                  | 6,89 / −0,2               | –                         | –                         | 6,89         |
| 2     | Tori Bowie             | USA                      | 6,54 / +0,2               | 6,77 / −0,4               | –                         | 6,77         |
| 3     | Alina Rotaru           | Rumänien                 | 6,57 / +0,3               | 6,31 / +0,2               | 6,72 / +0,1               | 6,72         |
| 4     | Shara Proctor          | Großbritannien           | 6,54 / ±0,0               | 6,63 / −0,1               | –                         | 6,63         |
| 5     | Brooke Stratton        | Australien               | 6,43 / +0,2               | 6,58 / +0,6               | 6,43 / ±0,0               | 6,58         |
| 6     | Chanice Porter         | Jamaika                  | 6,50 / −0,1               | 6,46 / +0,2               | 6,57 / −0,3               | 6,57         |
| 7     | Anasztázia Nguyen      | Ungarn                   | 6,41 / −0,1               | x                         | 6,54 / ±0,0               | 6,54         |
| 8     | Brittney Reese         | USA                      | 6,44 / +0,2               | 6,43 / −0,1               | 6,52 / +0,6               | 6,52         |
| 9     | Eliane Martins         | Brasilien                | x                         | 6,25 / +0,1               | 6,50 / +0,2               | 6,50         |
| 10    | Yanis David            | Frankreich               | 6,44 / −0,2               | 6,46 / +0,5               | x                         | 6,46         |
| 11    | Éloyse Lesueur-Aymonin | Frankreich               | 6,34 / −0,2               | 6,46 / ±0,0               | 6,39 / ±0,0               | 6,46         |
| 12    | Chantel Malone         | Britische Jungferninseln | x                         | 6,21 / −0,2               | 6,45 / +0,2               | 6,45         |
| 13    | Adriana Rodríguez      | Kuba                     | 6,39 / +0,1               | x                         | 6,29 / +0,2               | 6,39         |
| 14    | Taika Koilahti         | Finnland                 | 6,33 / +0,2               | 6,02 / 00                 | 6,35 / +0,3               | 6,35         |
| 15    | Nektaria Panagi        | Zypern                   | 6,10 / −0,2               | 6,21 / +0,2               | 6,19 / +0,3               | 6,21         |
| 16    | Laura Strati           | Italien                  | x                         | x                         | 6,05 / +0,3               | 6,05         |

In Qualifikationsgruppe A ausgeschiedene Weitspringerinnen:

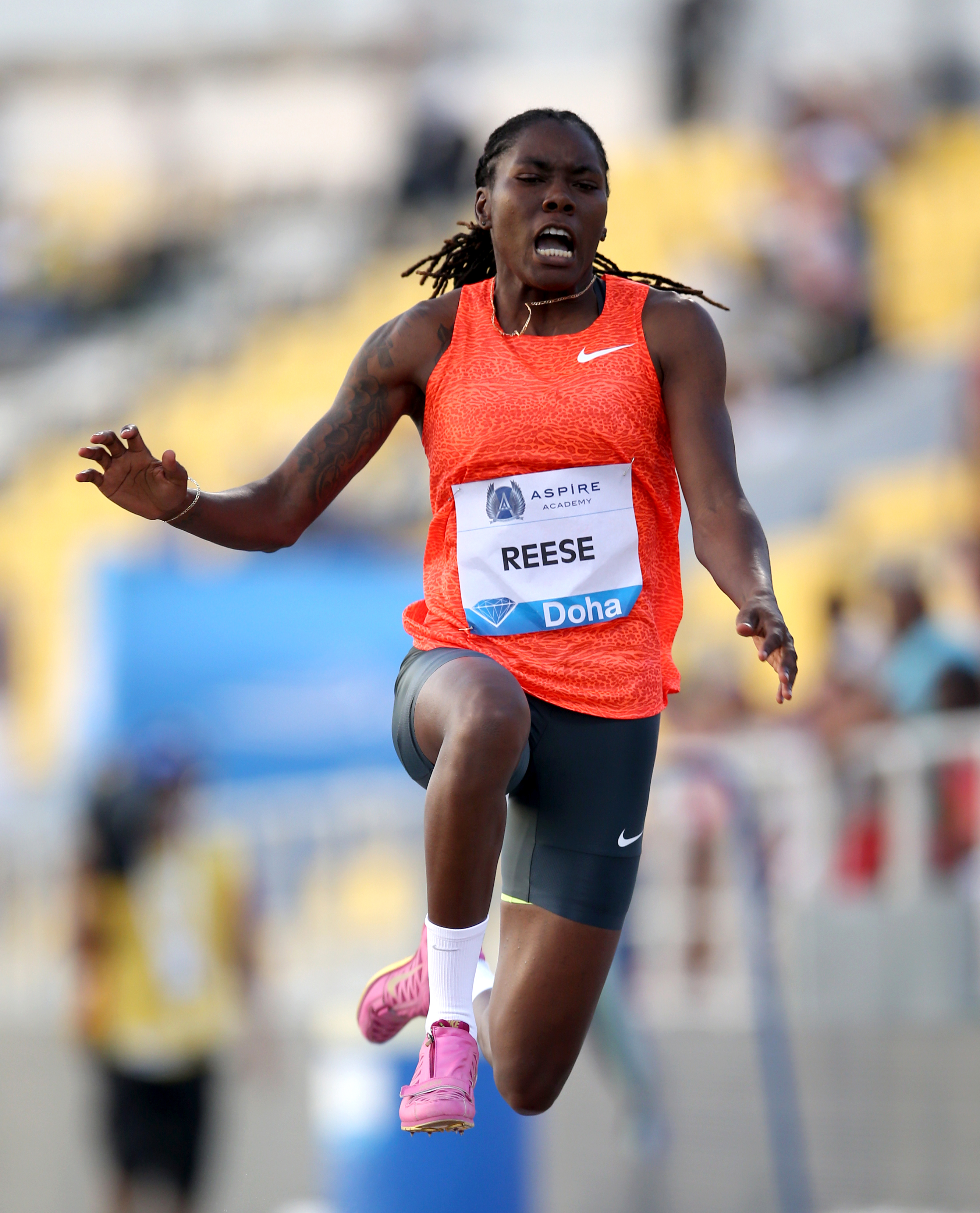
Brittney Reese, vierfache Weltmeisterin (2009 bis 2013 und 2017) – Rang acht mit 6,52 m
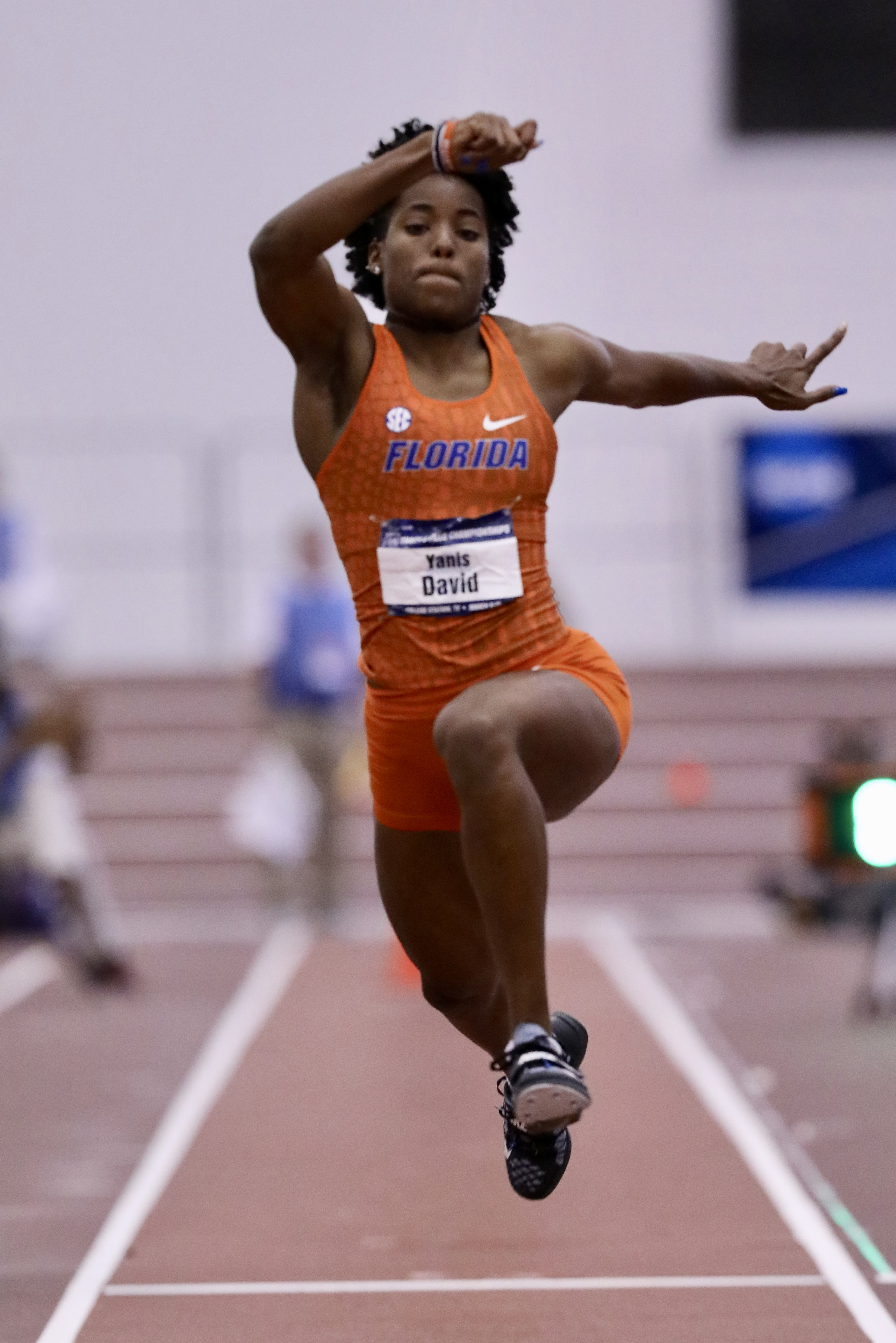
Yanis David Rang zehn mit 6,46 m
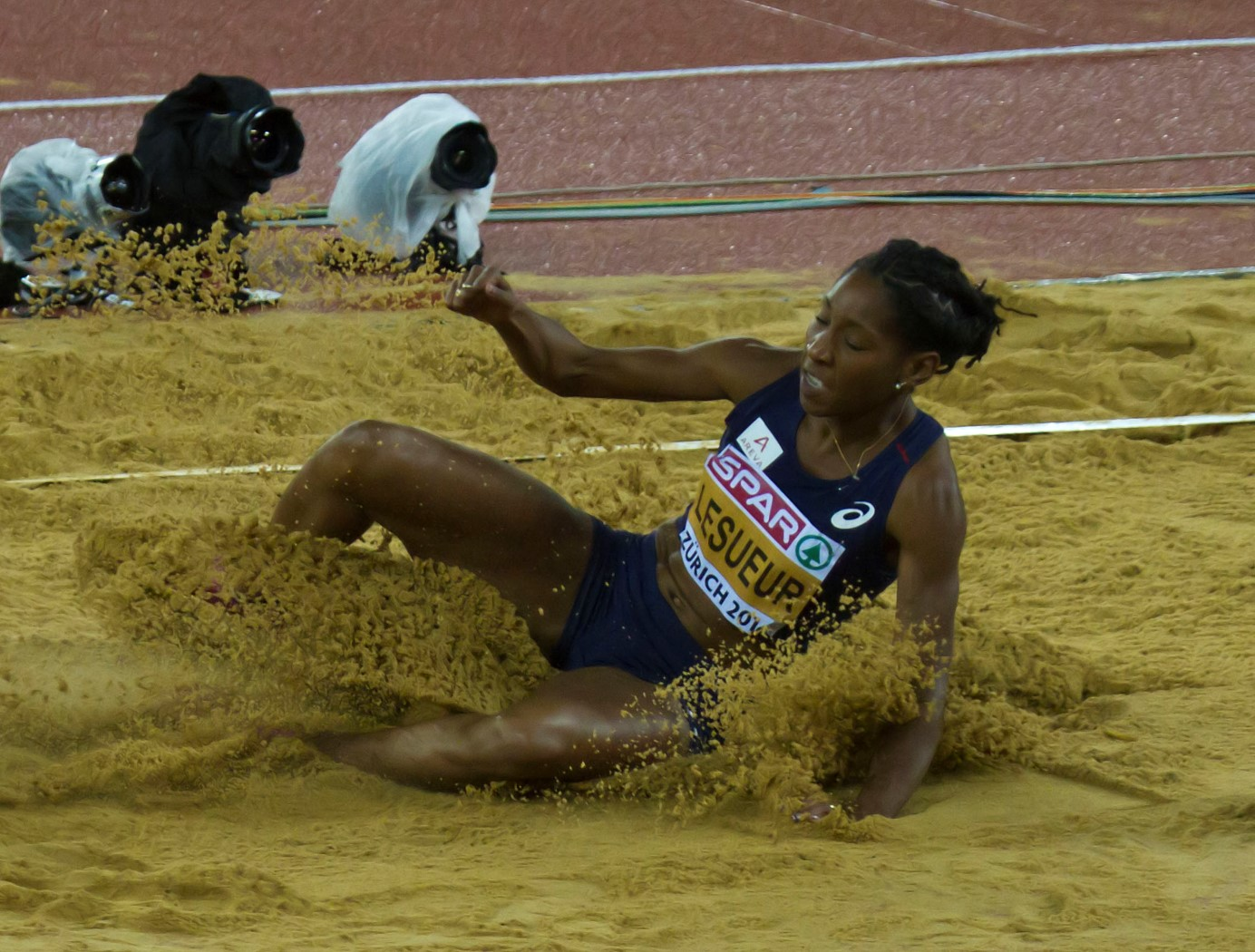
Éloyse Lesueur-Aymonin Rang elf mit 6,46 m
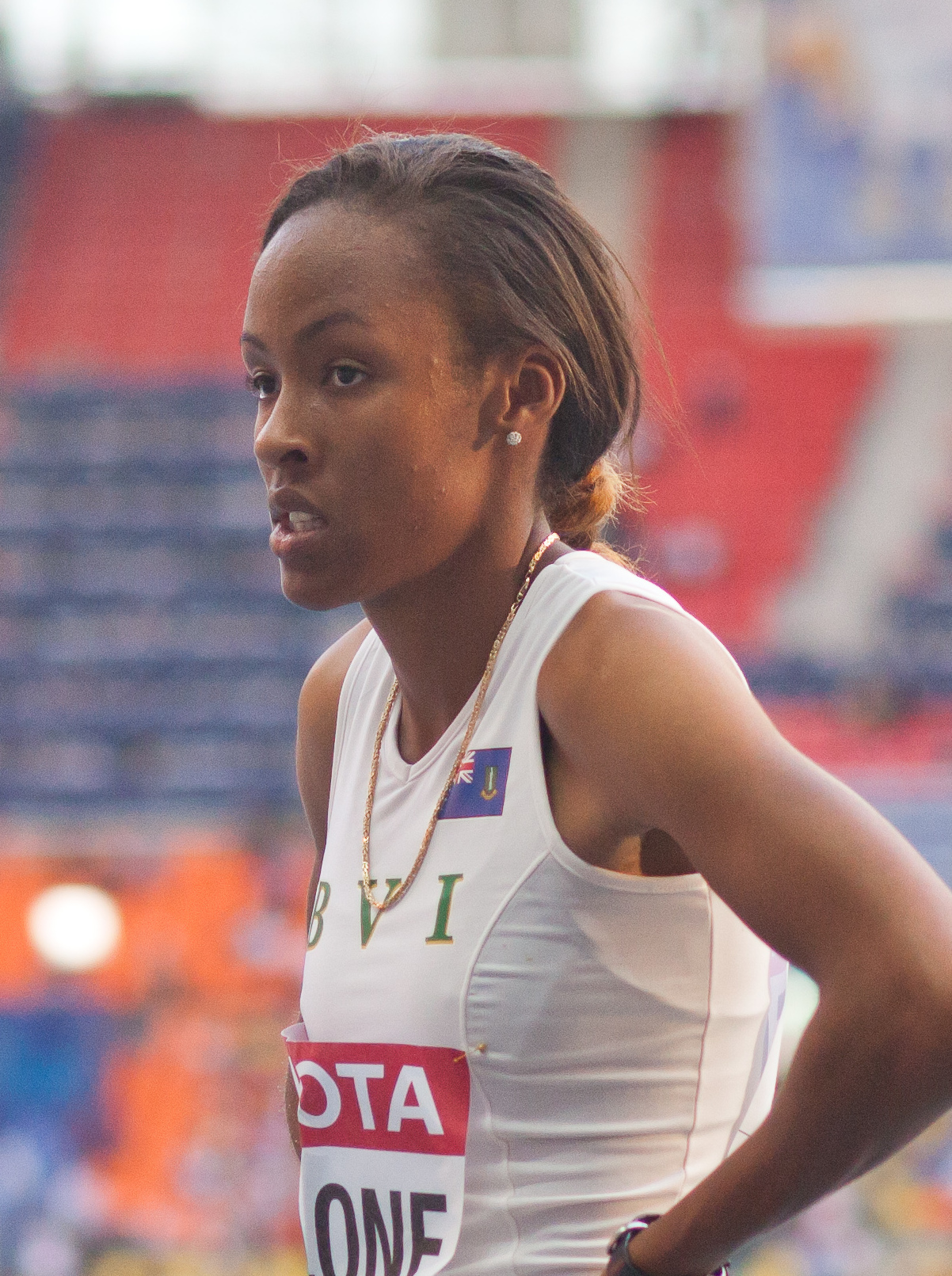
Chantel Malone Rang zwölf mit 6,45 m
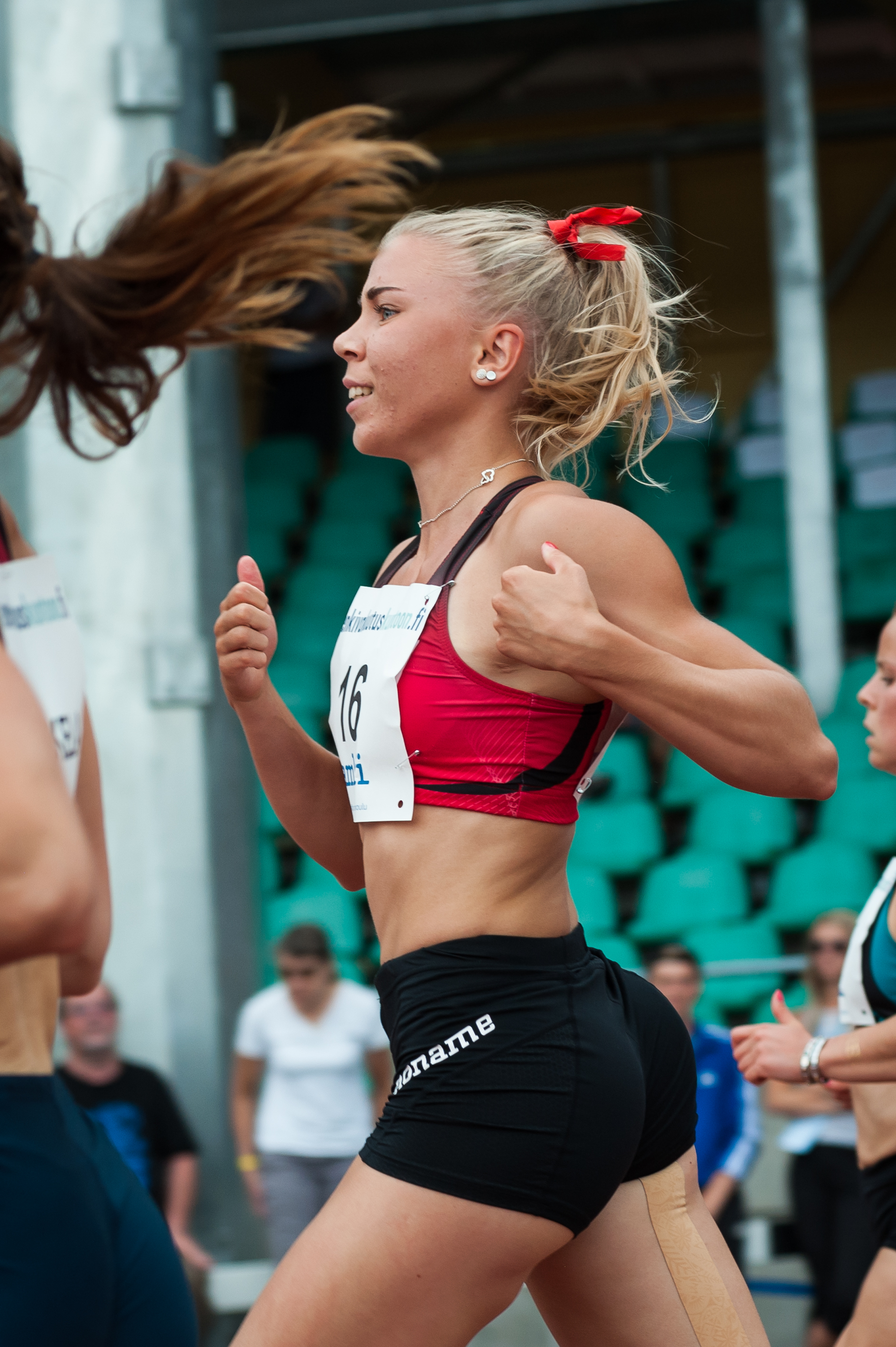
Taika Koilahti Rang vierzehn mit 6,35 m

### Gruppe B
| Platz | Name                          | Nation                      | 1. Versuch (m) Wind (m/s) | 2. Versuch (m) Wind (m/s) | 3. Versuch (m) Wind (m/s) | Resultat (m) |
| 1     | Malaika Mihambo               | Deutschland                 | 6,98 / +0,5               | –                         | –                         | 6,98         |
| 2     | Maryna Bech-Romantschuk       | Ukraine                     | 6,69 / +0,6               | 6,74 / −0,3               | –                         | 6,74         |
| 3     | Abigail Irozuru               | Großbritannien              | 6,66 / +0,2               | 6,70 / +0,4               | –                         | 6,70         |
| 4     | Nastassja Mirontschyk-Iwanowa | Belarus                     | 6,41 / +0,5               | 6,69 / −0,2               | –                         | 6,69         |
| 5     | Sha'Keela Saunders            | USA                         | 6,35 / +0,4               | 6,27 / +0,5               | 6,53 / +0,6               | 6,53         |
| 6     | Jasmine Todd                  | USA                         | 6,51 / ±0,0               | 6,50 / +0,2               | 6,07 / +0,2               | 6,51         |
| 7     | Tissanna Hickling             | Jamaika                     | 6,35 / ±0,0               | 6,49 / +0,6               | 6,22 / +0,5               | 6,49         |
| 8     | Tilde Johansson               | Schweden                    | 6,34 / +0,3               | 6,48 / +0,5               | 6,48 / +0,2               | 6,48         |
| 9     | Hilary Kpatcha                | Frankreich                  | 6,38 / ±0,0               | x                         | 6,47 / +0,3               | 6,47         |
| 10    | Jazmin Sawyers                | Großbritannien              | 6,45 / +0,2               | 6,46 / −0,2               | 6,45 / +0,1               | 6,46         |
| 11    | Petra Farkas                  | Ungarn                      | 6,08 / +0,1               | 6,44 / +1,0               | 6,20 / +0,3               | 6,44         |
| 12    | Jelena Sokolowa               | Authorised Neutral Athletes | 6,21 / +0,6               | 6,43 / +1,0               | 6,39 / +0,6               | 6,43         |
| 13    | Maria Natalia Londa           | Indonesien                  | 6,31 / +0,3               | 6,16 / ±0,0               | 6,36 / +0,3               | 6,36         |
| 14    | Tania Vicenzino               | Italien                     | 6,19 / −0,1               | x                         | 6,23 / −0,1               | 6,23         |
| 15    | Florentina Iușco              | Rumänien                    | 6,22 / +0,6               | 6,21 / +0,3               | x                         | 6,22         |

In Qualifikationsgruppe B ausgeschiedene Weitspringerinnen:

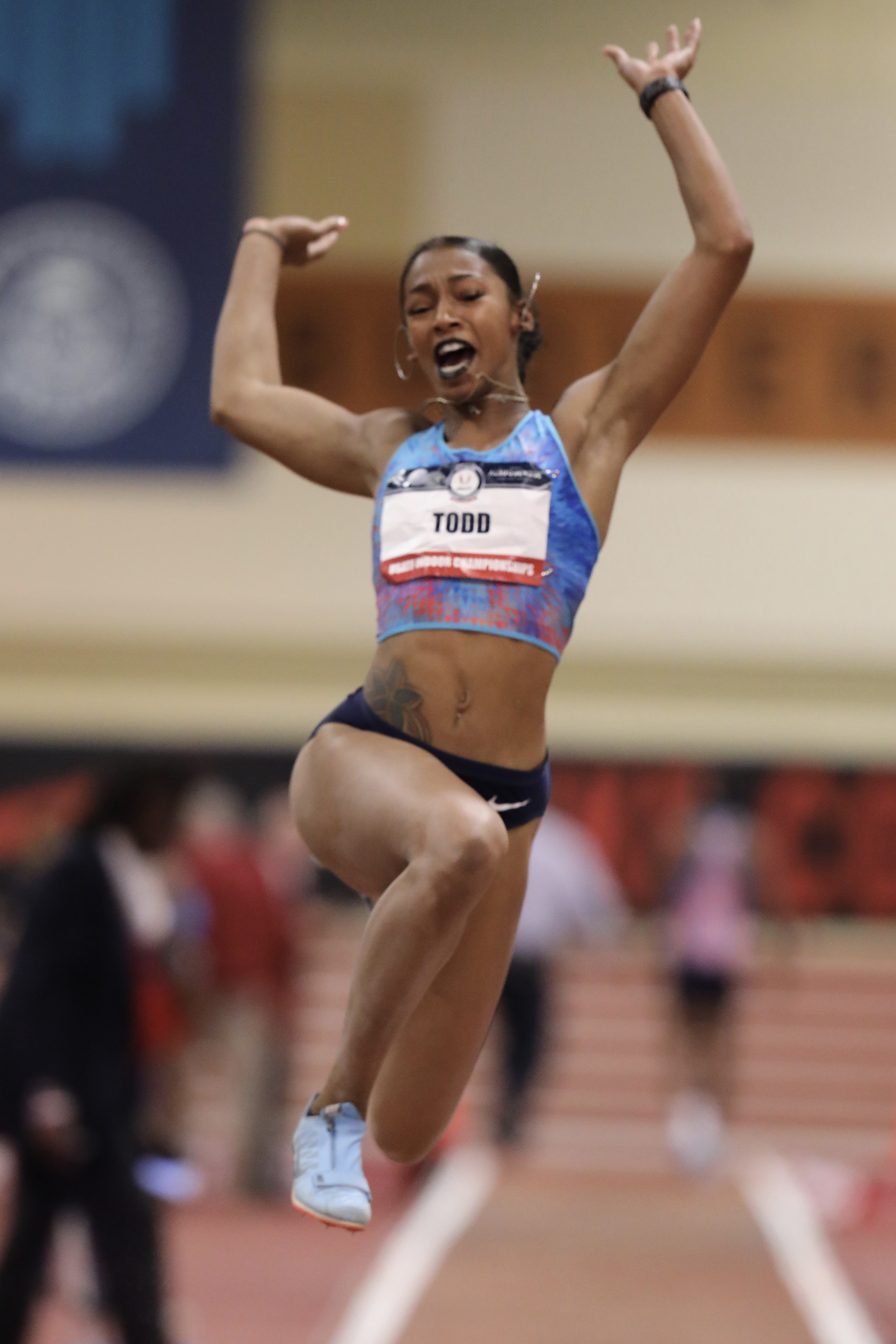
Jasmine Todd Rang sechs mit 6,51 m
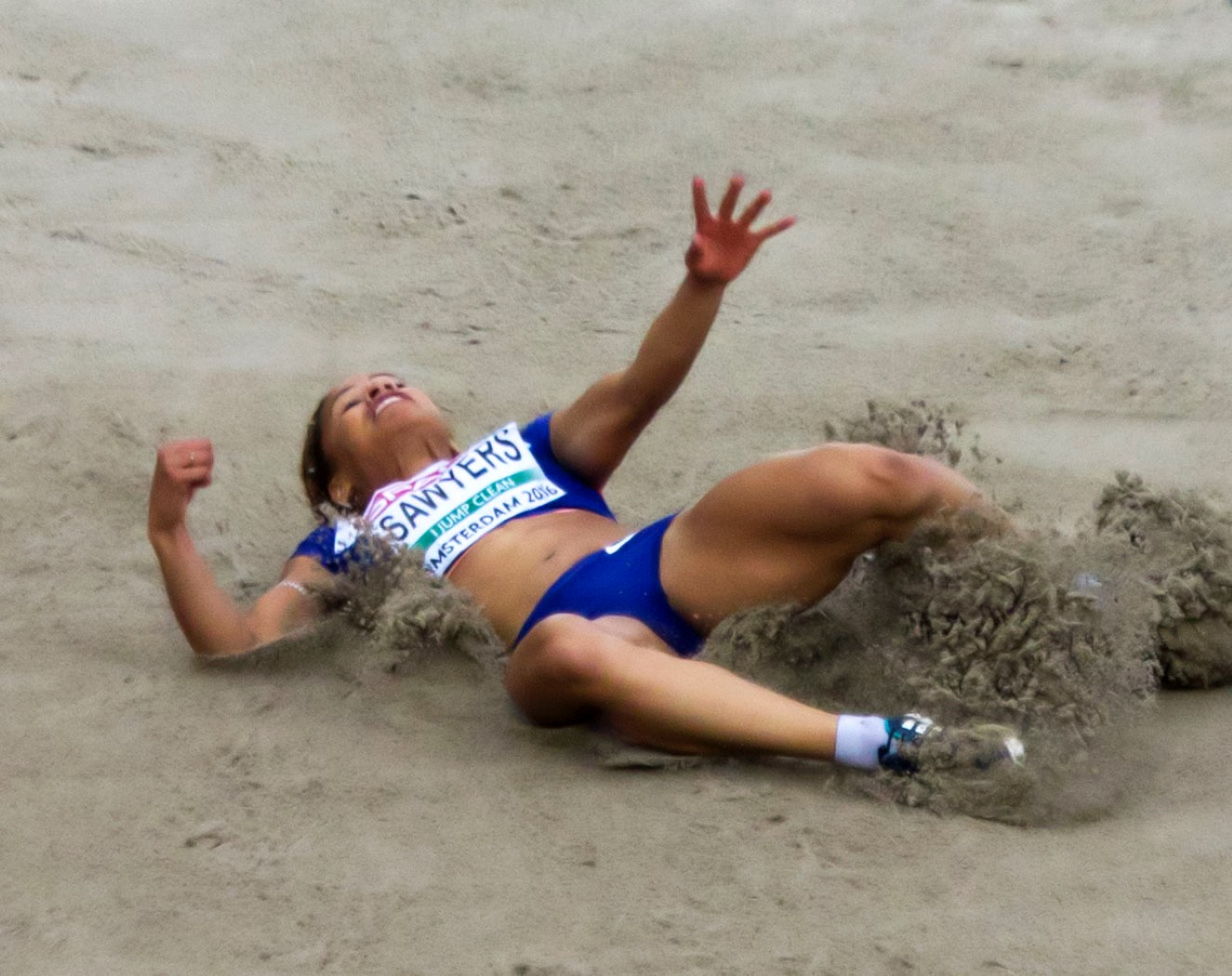
Jazmin Sawyers Rang zehn mit 6,46 m
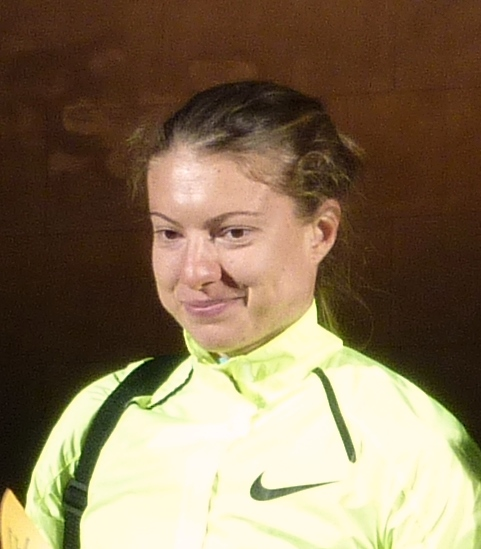
Jelena Sokolowa Rang zwölf mit 6,43 m
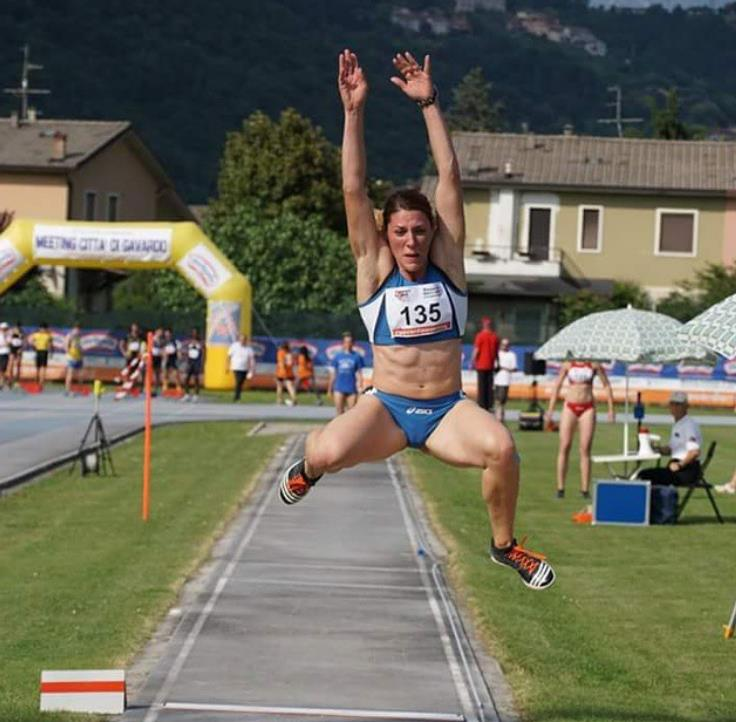
Tania Vicenzino Rang vierzehn mit 6,23 m

## Finale
6. Oktober 2019, 19:15 Uhr Ortszeit (18:15 Uhr MESZ)
| Platz | Name                          | Nation         | 1. Versuch (m) Wind (m/s) | 2. Versuch (m) Wind (m/s) | 3. Versuch (m) Wind (m/s) | 4. Versuch (m) Wind (m/s)                     | 5. Versuch (m) Wind (m/s)                     | 6. Versuch (m) Wind (m/s)                     | Resultat (m) |
|       | Malaika Mihambo               | Deutschland    | 6,52 / +0,3               | x                         | 7,30 / −0,8               | –                                             | 7,09 / −0,1                                   | 7,16 / +0,5                                   | 7,30 WL/PB   |
|       | Maryna Bech-Romantschuk       | Ukraine        | 6,81 / −0,4               | x                         | 6,77 / +0,5               | x                                             | 6,92 / +0,3                                   | 6,72 / +0,4                                   | 6,92 SB      |
|       | Ese Brume                     | Nigeria        | 6,83 / +0,2               | 6,91 / +0,2               | 6,90 / +0,4               | 6,87 / +0,2                                   | 6,84 / +0,1                                   | 6,45 / +0,2                                   | 6,91         |
| 4     | Tori Bowie                    | USA            | 6,61 / −0,1               | 6,49 / +0,1               | x                         | 6,81 / −0,4                                   | 6,65 / +0,1                                   | 6,57 / +0,4                                   | 6,81 SB      |
| 5     | Nastassja Mirontschyk-Iwanowa | Belarus        | 6,53 / +0,4               | x                         | 6,76 / +0,5               | 6,70 / +0,3                                   | 6,55 / ±0,0                                   | 6,71 / +0,3                                   | 6,76         |
| 6     | Alina Rotaru                  | Rumänien       | 6,59 / −0,2               | 6,66 / +0,2               | 6,67 / −0,5               | x                                             | 6,71 / −0,4                                   | x                                             | 6,71         |
| 7     | Abigail Irozuru               | Großbritannien | 6,64 / +0,1               | x                         | 6,59 / +0,1               | 6,59 / +0,4                                   | 6,60 / +0,3                                   | x                                             | 6,64         |
| 8     | Chanice Porter                | Jamaika        | 6,30 / +0,3               | 6,44 / +0,1               | 6,56 / ±0,0               | 6,44 / +0,2                                   | 6,24 / +0,1                                   | 6,47 / ±0,0                                   | 6,56         |
| 9     | Sha'Keela Saunders            | USA            | x                         | 6,28 / −0,3               | 6,54 / +0,2               | nicht im Finale der besten acht Springerinnen | nicht im Finale der besten acht Springerinnen | nicht im Finale der besten acht Springerinnen | 6,54         |
| 10    | Brooke Stratton               | Australien     | 6,46 / +0,1               | x                         | 6,42 / −0,4               | nicht im Finale der besten acht Springerinnen | nicht im Finale der besten acht Springerinnen | nicht im Finale der besten acht Springerinnen | 6,46         |
| 11    | Shara Proctor                 | Großbritannien | x                         | 6,34 / ±0,0               | 6,43 / −0,1               | nicht im Finale der besten acht Springerinnen | nicht im Finale der besten acht Springerinnen | nicht im Finale der besten acht Springerinnen | 6,43         |
| 12    | Anasztázia Nguyen             | Ungarn         | x                         | 6,26 / −0,1               | x                         | nicht im Finale der besten acht Springerinnen | nicht im Finale der besten acht Springerinnen | nicht im Finale der besten acht Springerinnen | 6,26         |

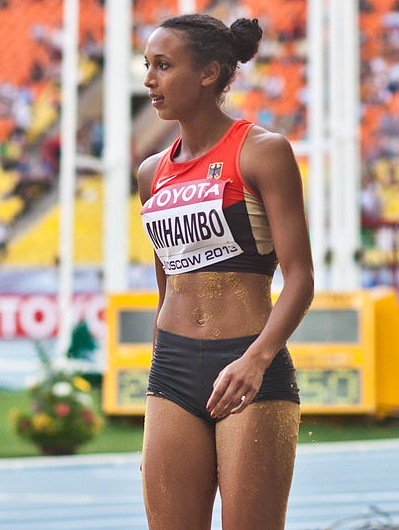
Weltmeisterin mit großem Vorsprung: Malaika Mihambo
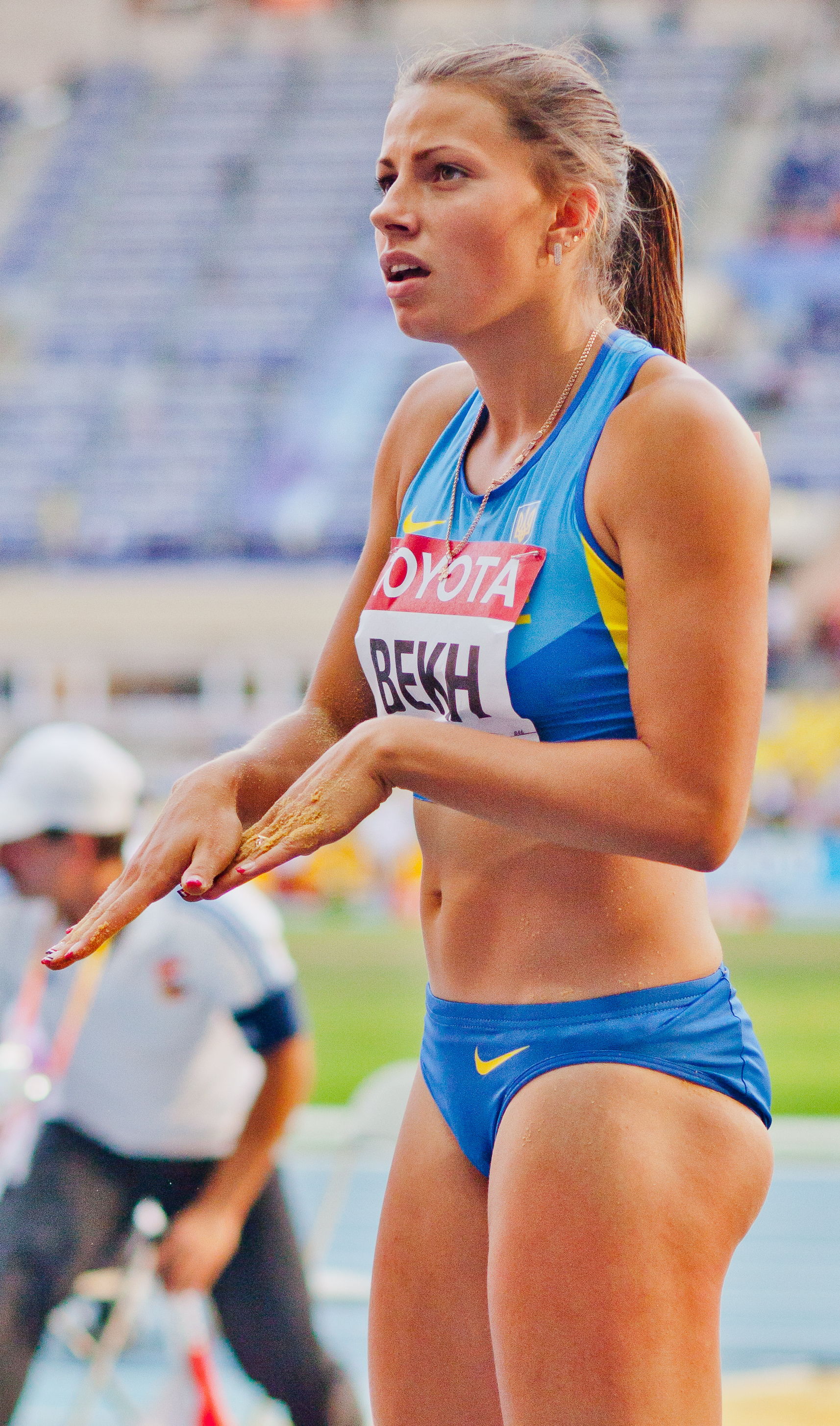
Vizeweltmeisterin Maryna Bech-Romantschuk
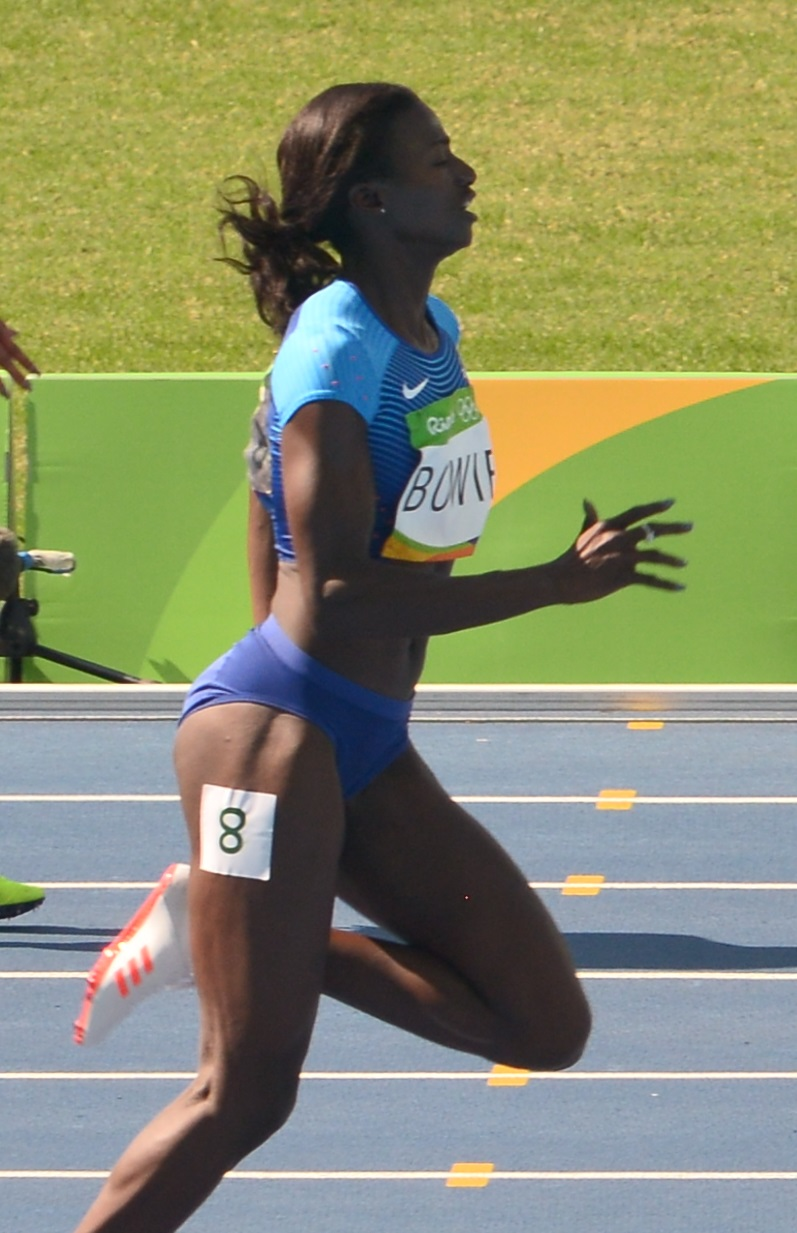
Die viertplatzierte Tori Bowie war unter anderem Weltmeisterin von 2017 über 100 Meter
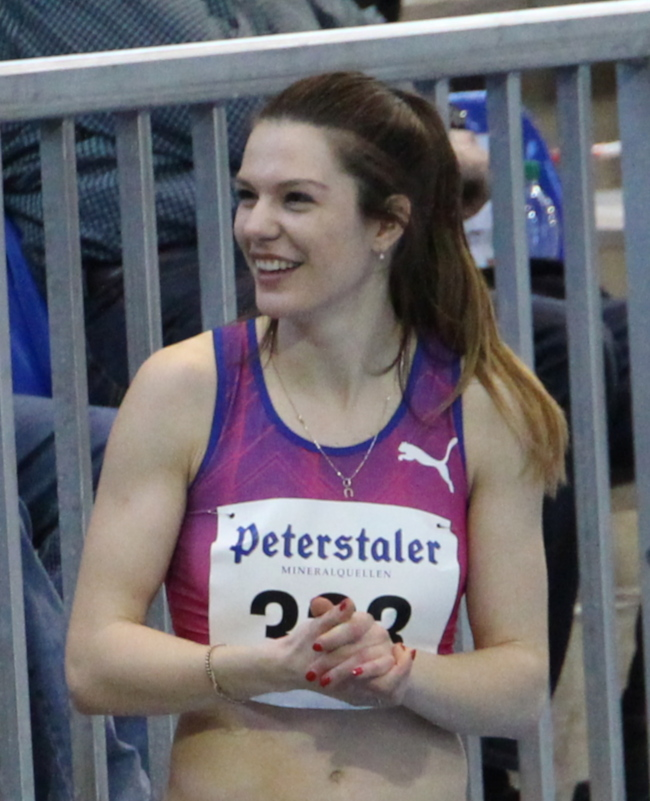
Alina Rotaru kam auf den sechsten Platz
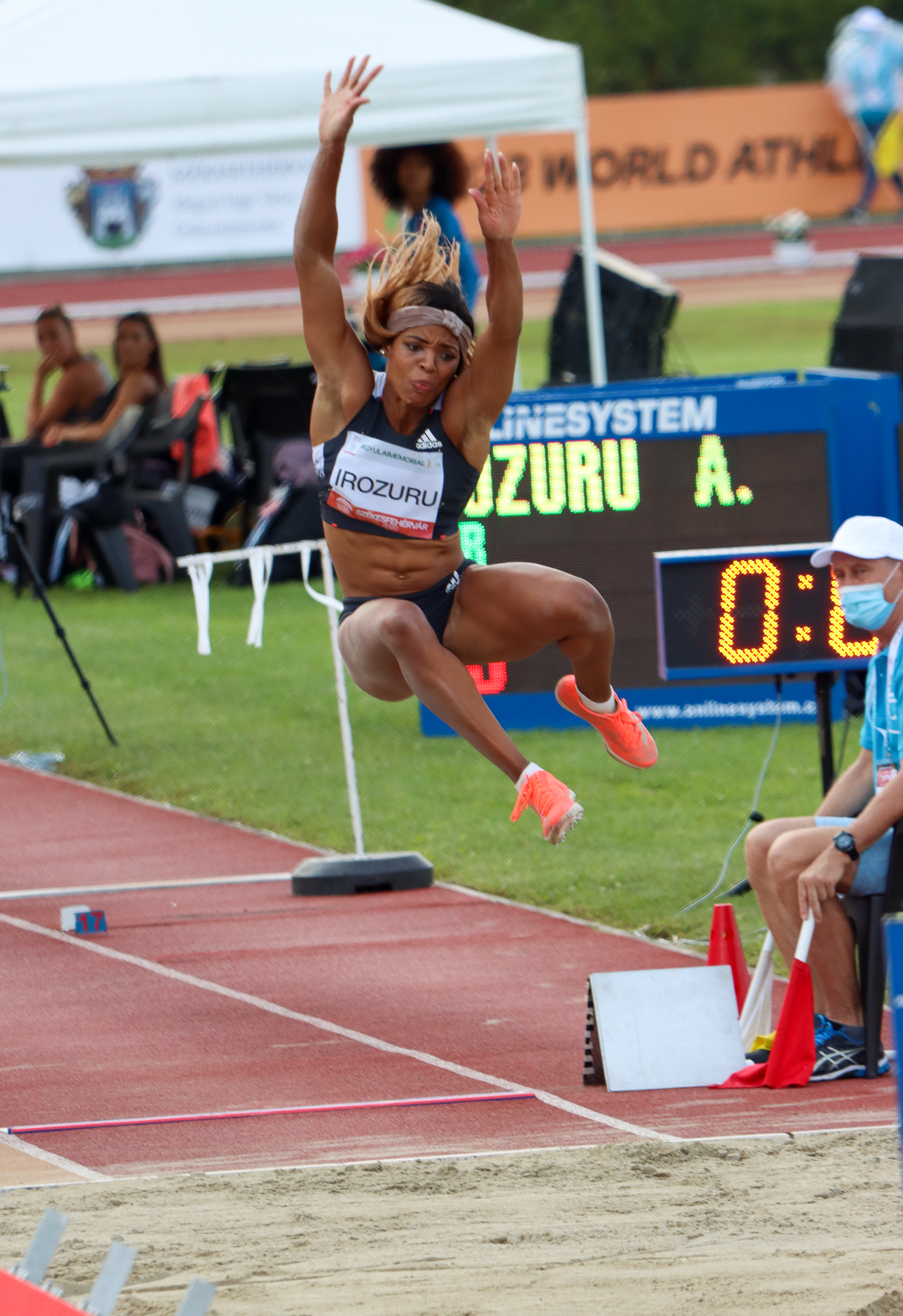
Abigail Irozuru belegte Rang sieben
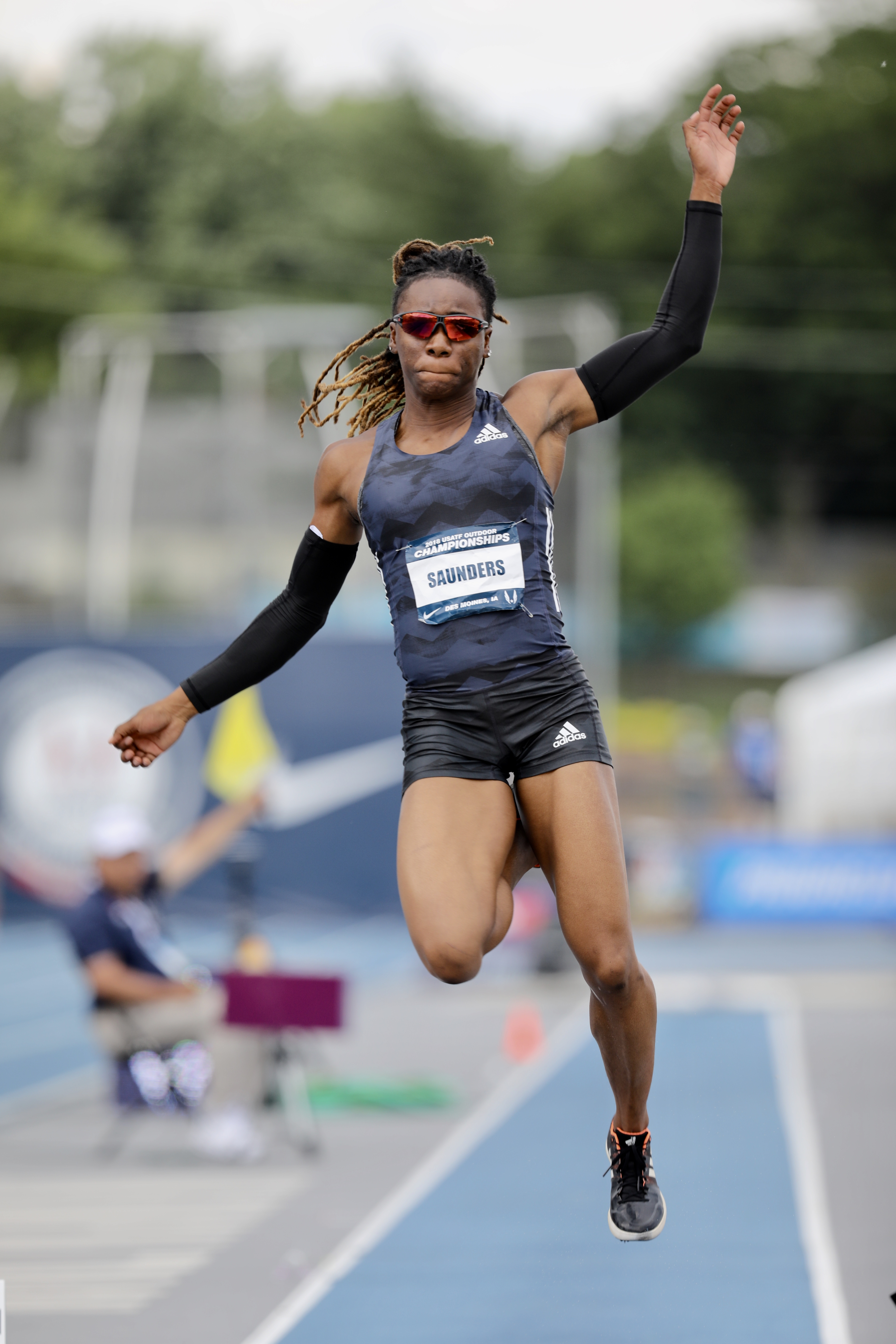
Sha’Keela Saunders erreichte Platz neun
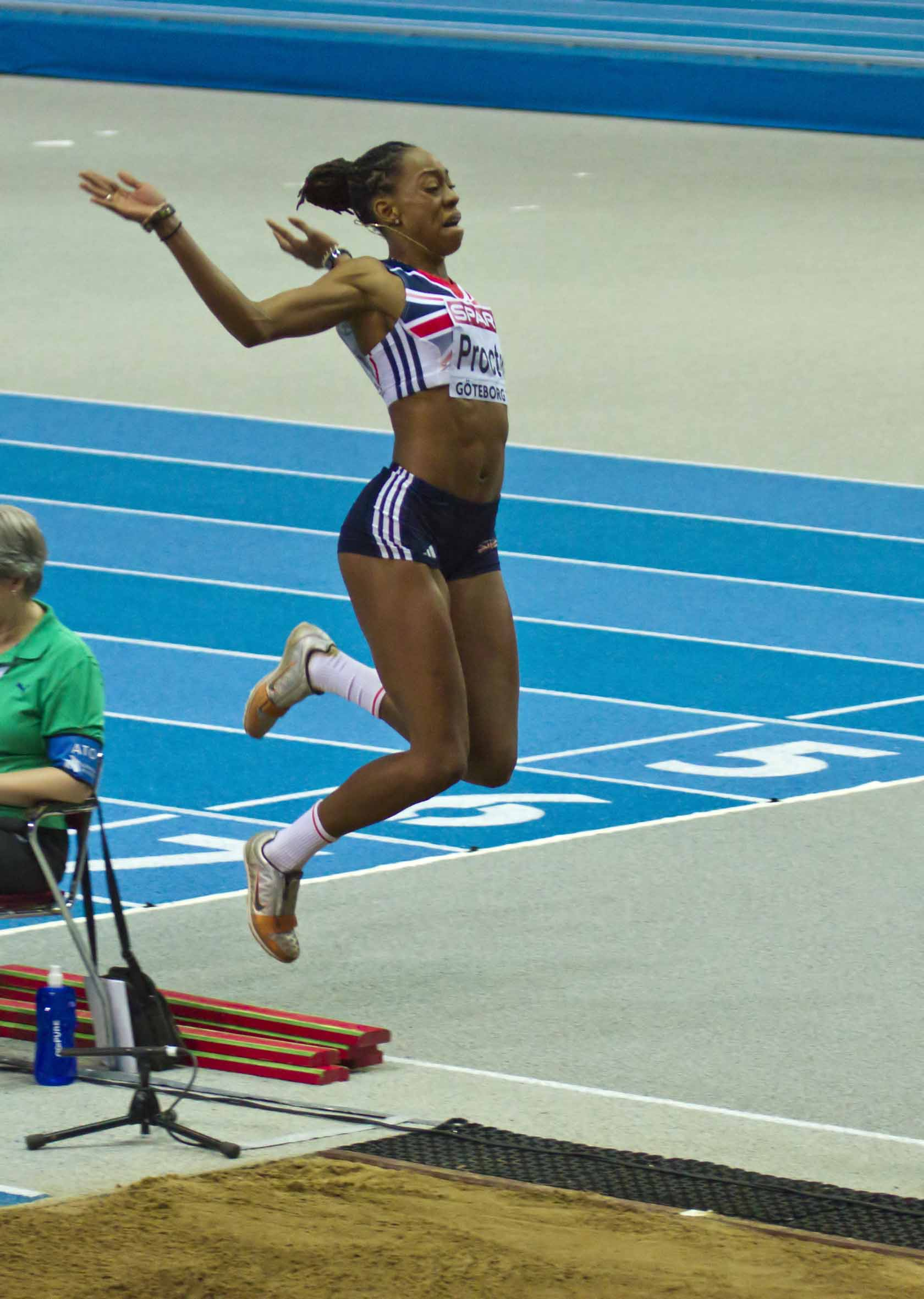
Shara Proctor – unter anderem Vizeweltmeisterin von 2015 – wurde Elfte
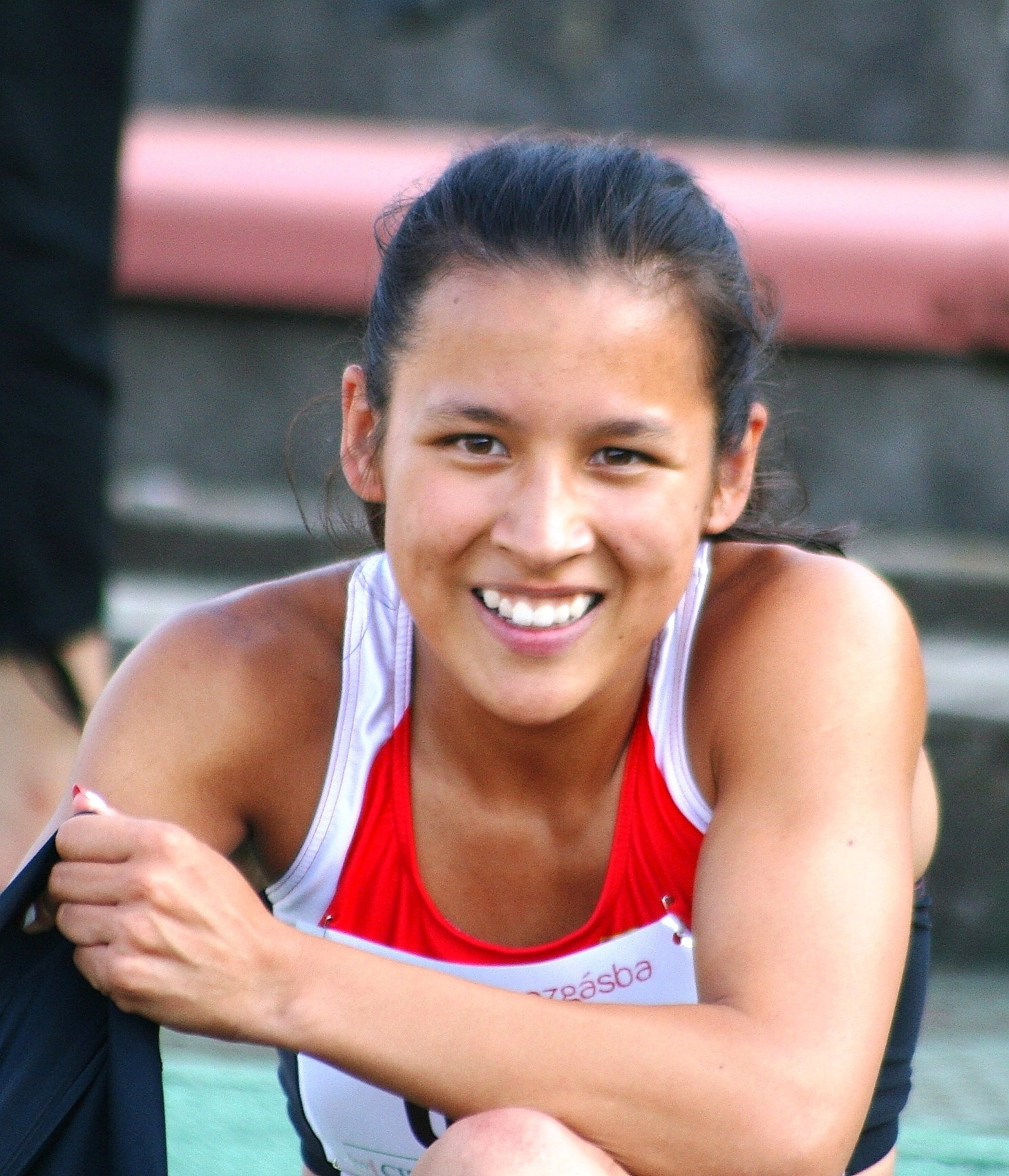
Rang zwölf für Anasztázia Nguyen

## Videolinks
- Women's Long Jump Final | World Athletics Championships Doha 2019, youtube.com, abgerufen am 25. März 2021
- Weitsprung: Gold für Mihambo | Leichtathletik-WM - ZDF , youtube.com, abgerufen am 25. März 2021